# Ernst Weiss
Ernst Weiss (v němčině též Ernst Weiß, 28. srpna 1882 Brno – 15. června 1940 Paříž) byl český židovský, německy píšící lékař, spisovatel a dramatik. Z literárněvědného hlediska bývá řazena jeho raná tvorba k literárnímu expresionismu, pozdní pak k Nové věcnosti (Neue Sachlichkeit), neboť toto mísení, či překrývání směrů je jevem signifikantním pro Pražskou německou literaturu.

## Život
Narodil se v Brně v rodině obchodníka s textilem Gustava Weisse a jeho ženy Berty, rozené Weinbergové. Otec mu zemřel 24. listopadu 1886, když mu byly čtyři roky. Studoval gymnázium v Brně, Litoměřicích a v Hostinném (1899–1900). Po maturitě na Druhém německém gymnáziu v Brně v roce 1902. Pak studoval lékařství v Praze a ve Vídni. Doktorem medicíny byl promován ve Vídni v roce 1908. Poté pracoval jako chirurg v Bernu u Emila Theodora Kochera a v Berlíně u Augusta Biera. V roce 1911 se vrátil do Vídně a pracoval zde u Julia Schnitzlera. Onemocněl tuberkulózou. Proto se nechal v roce 1912–1913 zaměstnat jako lodní lékař rakouské pobočky firmy Lloyd na parníku Austria. S touto lodí absolvoval cesty do Indie, Japonska a do Karibiku. Během první světové války pracoval jako vojenský lékař v Uhrách a na Volyni.
Po válce pracoval jako chirurg ve Všeobecné nemocnici v Praze. Přátelil se s pražskými německými spisovateli Franzem Kafkou (se kterým se seznámil již v roce 1913, Kafka jej opakovaně zmiňuje ve svých denících), Franzem Werflem, Maxem Brodem a Johannesem Urzidilem. Po roce 1920 práci lékaře opustil. Odešel do Berlína a věnoval se pouze literatuře.
V roce 1928 obdržel Cenu Adalberta Stiftera (Der Adalbert-Stifter-Preis des Landes Oberösterreich für besondere Leistungen zur Literatur). Téhož roku obdržel stříbrnou olympijskou medaili v umělecké soutěži na Letních olympijských hrách 1928 v Amsterdamu za román Boetius von Orlamünde.
Krátce po požáru Říšského sněmu odešel zpět do Prahy, kde pečoval o umírající matku. Po její smrti v lednu 1934 se nemohl vrátit do Berlína a emigroval do Paříže. Zde žil v hotelích a penzionech v nouzi a nemocen díky podpoře od Thomase Manna a Stefana Zweiga. Příležitostně přispíval do německého exilového tisku v Paříži, Praze a v Curychu. Poté, co dne 14. června 1940 vstoupila nacistická vojska do Paříže, spáchal sebevraždu. Zemřel ale až následující den v nemocnici.

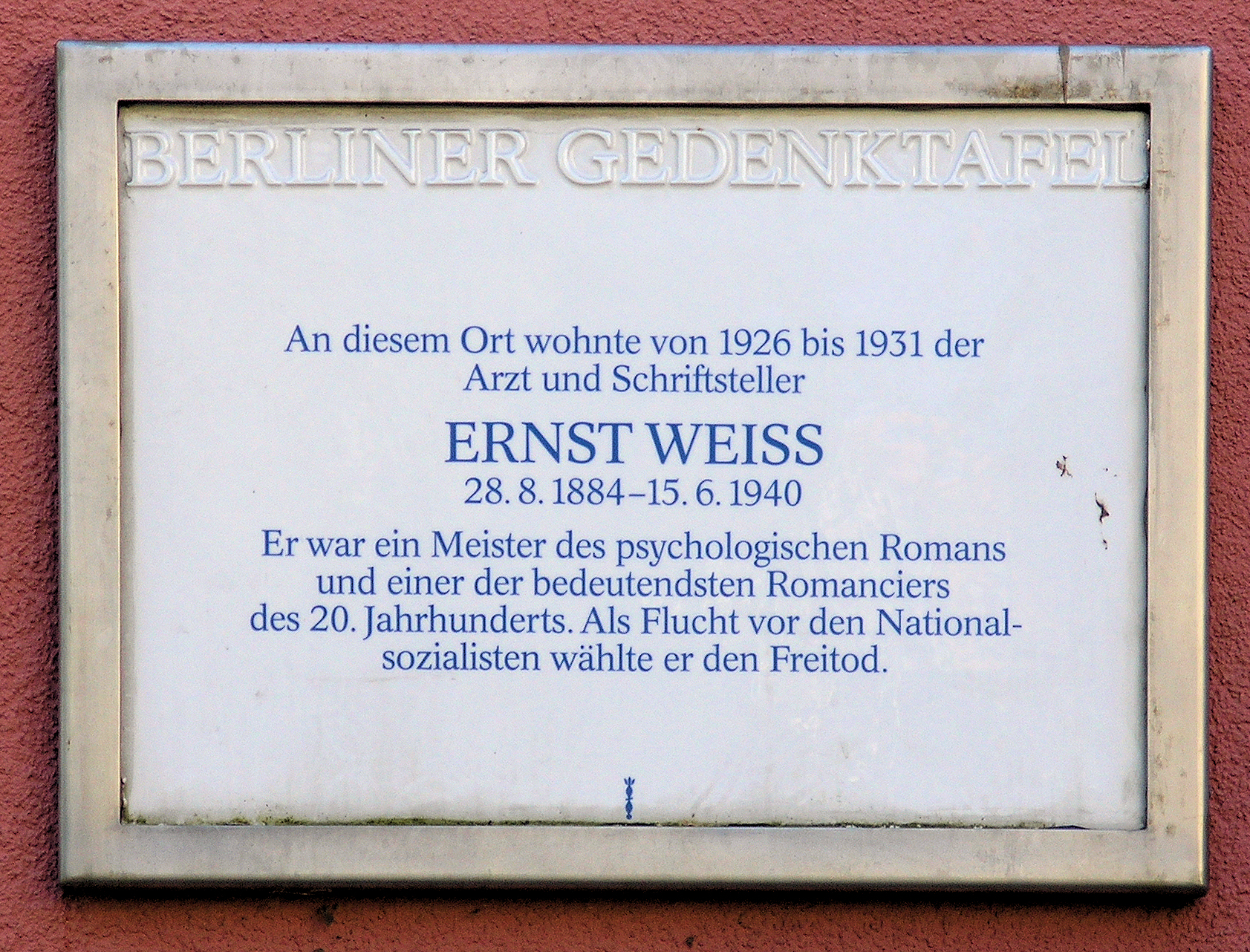
Pamětní deska v Berlíně-Schönebergu, Luitpoldstraße 34

## Dílo

### Romány
- 1913 Die Galeere (Galeje), Berlin : S. Fischer
- 1916 Der Kampf, Berlin : S. Fischer
- 1918 Tiere ii Ketten (Spoutaná zvířata), Berlin : S. Fischer
- 1919 Mensch gegen Mensch (Muž proti muži), München : Georg Müller
- 1919 Franziska přepracovaný román Der Kampf Berlin : S. Fischer
- 1920 Das Versöhnungsfest. Eine Dichtung in vier Kreisen, München : Georg Müller
- 1920 Stern der Dämonen : Roman. Franta Zlin : Novelle. Der bunte Dämon : Gedicht. román, novela a báseň, Wien/Leipzig : Genossenschaftsverlag
  - Stern der Dämonen samostatně, München : Georg Müller, 1921.
- 1922 Nahar (Nahar : román tygra), München : Kurt Wolff Verlag, druhý díl románu Tiere ii Ketten
- 1923 Die Feuerprobe (Zkouška ohněm), Berlin : Verlag Die Schmiede, další vydání 1982
- 1924 Der Fall Vukobrankovics (Případ Vukobrankovicsová), Berlin : Verlag Die Schmiede, další vydání 1970. Kniha je inspirována případem rakouské žurnalistky a spisovatelky srbského původu, Milici von Vukobrankovics (1894–1973), která byla dvakrát obviněna z pokusu o travičství. Ona sama popsala zkušenosti z vyšetřovací vazby v knize Weiberzelle 321 (Ženská cela 321), Vídeň / Lipsko : R. Löwit, 1924.[9]
- 1925 Männer in der Nacht (Muži v noci), Berlin : Propyläen Verlag
- 1928 Boetius von Orlamünde (Aristokrat Boetius z Orlamünde), Berlin : S. Fischer, další vydání 1966, 1980
- 1931 Georg Letham, Arzt und Mörder (Georg Letham, lékař a vrah), Berlin, Wien, Leipzig : Paul Zsolnay
- 1934 Der Gefängnisarzt oder Die Vaterlosen (Vězeňský lékař aneb Ti, kdo nemají vlast), Leipzig, Mährisch-Ostrau : Julius Kittls Nachfolger
- 1936 Der arme Verschwender (Chudý rozmařilec), Amsterdam : Querido Verlag, další vydání 2000
- 1938 Der Verführer (Svůdce), Zürich : Humanitas
- 1939 Ich, der Augenzeuge (Očitý svědek), vyšlo posmrtně v roce 1963, Icking bei München : Kreisselmeier. Původní název románu byl Der Augenzeuge. Další vydání 1999. Osudy románu zachytila Weissova přítelkyně Anna Seghersová ve své knize Tranzit

### Novely a povídky
- 1920 Franta Zlin (vyšlo spolu s románem Stern der Dämonen), Wien/Leipzig : Genossenschaftsverlag
- 1923 Atna, tři povídky, München : Kurt Wolff Verlag
- 1923 Hodin, povídka, Berlin : Hans Heinrich Tillgner, ilustrace: Nikolaj Puzirevskij
  - přepracované vydání: Berlin : Propyläen Verlag, 1929
- 1924 Daniel, povídka, Berlin : Verlag Die Schmiede
- 1928 Dämonenzug, pět povídek, Berlin : Ullstein
- 1937 Jarmila : milostný příběh z Čech (Jarmila : eine Liebesgeschichte aus Böhmen). O novele existovalo několik svědectví. Stefan Zweig ji označil jako jednu z nejlepších prací Ernsta Weisse[10]. Další svědectví pochází od Mony Wollheimové[11]. Text byl považován za ztracený, ale nakonec byl objeven v Památníku národního písemnictví v Praze. Na titulní straně rukopisu je uvedena adresa, na které Weiss bydlel od ledna do července 1937, čímž bylo stanoveno časové určení vzniku novely[12]. Jedná se o pravděpodobně třetí verzi díla[8]. Novela byla poprvé vydána v roce 1998 v němčině i v českém překladu Evy Pátkové. ISBN 80-901626-6-5. V roce 2013 byla zpracována v Českém rozhlasu Plzeň jako četba na pokračování. Čte: Pavel Kikinčuk, režie: Miroslav Buriánek[13].

### Dramata
- 1920 Tanja, drama o třech dějstvích, Berlin : S. Fischer;
- 1923 Leonora, uvedeno v červnu 1923 v Pražském německém divadle s hostující Rahel Sanzarou v hlavní roli, režie: Hans Demetz.[14]
- 1923 Olympia, tragikomedie, Berlin : Verlag Die Schmiede

### Eseje
- 1928 Das Unverlierbare, Berlin : Ernst RoWohlt
- 1937 Das Ende der Novelle (Konec novely)[15]

### Souborné vydání
V roce 1982 vydalo nakladatelství Suhrkamp souborné vydání díla Ernsta Weisse v šestnácti svazcích. Editoři: Peter Engel a Volker Michels.

### České překlady
- Nahar : román tygra, Praha : A. Král, 1924, překlad: Jan Grmela, ilustrace František Xaver Procházka
- Galeje, Plzeň : Vydavatelské družstvo Pramen, 1925, překlad: Jan Grmela
- Muži v noci, Praha : F. Ziegner, 1926, překlad: Viktor O. J. Seifert
- Daniel, Praha : Pokrok, 1927, překlad: Jan Grmela
- Spoutaná zvířata, Praha A. Král, 1928, překlad: Karel Václav Kuttan, ilustrace František Xaver Procházka
- Očitý svědek, Praha : Odeon, 1968, překlad: Rudolf Toman
- Georg Letham, lékař a vrah, Praha : Odeon, 1985, překlad: Rudolf Toman
- Jarmila : milostný příběh z Čech, Praha : Aula, 1998, překlad: Eva Pátková